# Banque Centrale du Congo

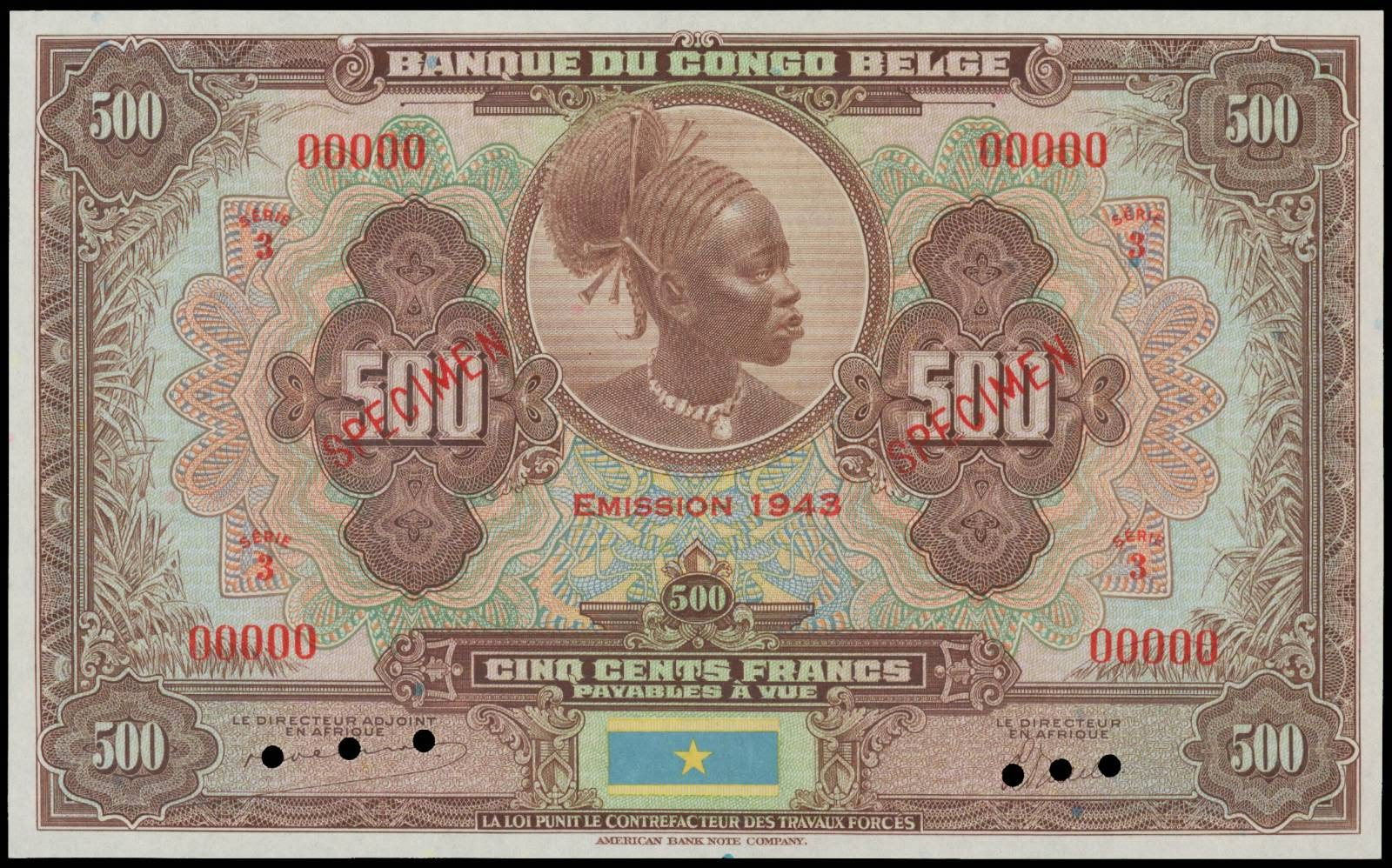
Kongolesische Banknote von 1943, Druck: American Bank Note Company

Die Banque Centrale du Congo (BCC) ist die Zentralbank der Demokratischen Republik Kongo. Die Hauptgeschäftsstelle der Bank befindet sich am Boulevard Colonel Tshatshi im Stadtteil Gombe von Kinshasa.
Die Bank unterhält ein Netzwerk regionaler Zweigstellen in der Demokratischen Republik Kongo, dem größten Land in Subsahara-Afrika. Niederlassungen befinden sich in Lubumbashi, Goma, Kamina, Kasumbalesa, Kikwit, Tshikapa, Ilebo und Matadi. In Städten, in denen die Zentralbank nicht anwesend ist, kann eine Geschäftsbank ihre Vertretung übernehmen. So übernimmt die Trust Merchant Bank diese Rolle in einigen Städten.

## Geschichte
Von 1886 bis 1908 regierte König Leopold II. von Belgien den Freistaat Kongo als seine Privatdomäne. Am 27. Juli 1887 erließ er ein königliches Dekret, das den Franc als Zahlungsmittel für den Freistaat Kongo und für Ruanda-Urundi einführte. Im Jahr 1890 wurde Ruanda-Urundi durch den Vertrag zwischen dem Deutschen Reich und dem Vereinigten Königreich über die Kolonien und Helgoland in den Einflussbereich des Deutschen Reiches in Afrika gestellt. In der Folge wurde die Deutsch-Ostafrikanische Rupie zur offiziellen Währung in Ruanda-Urundi, obwohl der Franc dort weiterhin im Umlauf war. 1908 übernahm Belgien die direkte Verantwortung für den Kongo und übernahm ihn von Leopold. In der Folge wurde der belgische Kongo Mitglied der Lateinischen Münzsunion.
Im Jahr 1909 gründeten mehrere belgische Banken gemeinsam die Banque du Congo Belge (niederländisch: Bank van Belgisch Congo). Dadurch wurde die Bank frei, als Mittler im Kongo für alle großen belgischen Banken zu fungieren und nicht als Tochter oder Tochtergesellschaft einer einzigen von ihnen. Die dominierende Bank war jedoch die Société Générale de Belgique, die schließlich zum Mehrheitseigentümer der Bank wurde. Im Jahr 1911 verlieh die Kolonialregierung der Bank ein 25-jähriges Monopol auf das Recht zur Ausgabe von Banknoten für die Kolonie und ernannte sie zum Fiskalvertreter der Kolonialregierung. 1912 gab die Bank ihre ersten Banknoten aus.
Nach der Niederlage Deutschlands im Ersten Weltkrieg übernahm Belgien das Mandat des Völkerbundes über Ruanda-Urundi. Belgien nahm das Gebiet dann in die Kongo-Franc-Zone auf.
Mit dem Abkommen vom 10. Oktober 1927 wurde die Frage der Banknotenausgabe erneut aufgegriffen und das Monopol der Bank bis zum 1. Juli 1952 verlängert. Während des Zweiten Weltkriegs wurde Belgien von den Deutschen besetzt. Die Bank of England übernahm dann eine vorübergehende Beteiligung an den Angelegenheiten des Kongo und der Kongo-Franc wurde in London notiert. Am 1. Juli 1952, dem Tag nach dem Erlöschen des Monopols der Bank, übernahm die neu gegründete Banque Centrale du Congo Belge et du Ruanda-Urundi die Verantwortung für die Notenausgabe.
Von 1960 bis 1964 diente die Banque d’Emission du Rwanda et du Burundi etwa vier Jahre lang als Zentralbank für die verbundenen Gebiete. Im Jahr 1961 wurde Ruanda eine unabhängige Republik, im Jahr darauf wurde Burundi als Monarchie unabhängig. 1964 gründete jeder Staat seine eigene Zentralbank, die Royal Bank of Burundi und die Banque Nationale du Rwanda. 1966 wurde aus Burundi eine Republik und die Zentralbank änderte ihren Namen in Banque de la République du Burundi. Die Banque Centrale du Congo-Belge et du Ruanda-Urundi wurde nach der Unabhängigkeit von Belgisch-Kongo im Jahr 1960 aufgelöst. Die Banque Nationale du Congo wurde 1964 an ihrer Stelle als neue Zentralbank des Kongo gegründet.
Als der Kongo 1971 seinen Namen in Zaire änderte, wurde die Banque Nationale du Congo zur Bank Banque Nationale du Zaire. Als sich im Jahr 1997 das Land zur Demokratischen Republik Kongo umbenannte, nahm die Bank ihren heutigen Namen an.

## Gouverneure der Banque Centrale du Congo
Seit 1951 hatte die Banque Centrale du Congo folgende Gouverneure (Stand März 2025):
- Paul-Marie Charles (1951–1954)
- Hector-Jules Martin (1954–1960)
- Albert Ndele Mbambu (1961–1970)
- Jules-Fontaine Sambwa Pida Nbagui (1970–1977)
- Charles Bofossa Wambea Nkosso (1977–1979)
- Jules Croy Emony Mondanga (1979–1980)
- Jules-Fontaine Sambwa Pida Nbagui (1980–1985)
- Pierre Pay-Pay wa Syakasighe (1985–1991)
- Jean Nyembo Shabani (1991–1993)
- Joseph Buhendwa bwa Mushasa (1993–1994)
- Godefroid Ndiang Kabul (1994)
- Djamboleka Lona Okitongono (1995–1997)
- Jean-Claude Masangu Mulongo (1997–2013)
- Deogratias Mutombo Mwana Nyembo (2013–2021)
- Malangu Kabedi Mbuyi (seit 2021)